# Rhytismataceae
Rhytismatacées
Famille
Les Rhytismataceae (en français Rhytismatacées) sont une famille de champignons ascomycètes de l'ordre des Rhytismatales. Ces champignons phytopathogènes infectent les feuilles de nombreux arbres et arbustes, provoquant des taches foliaires appelées « tache goudronneuse » ou « croûtes noires ».

## Description
Les membres de cette famille produisent des apothécies de formes variées qui peuvent être sessiles, circulaires, naviculaires ou hystériformes et qui s'ouvrent généralement par une fente longitudinale ou des fissures radiales. Les asques sont cylindriques, saccadés ou clavés. Les ascospores sont unicellulaires ou multi-septés et varient de bacilliformes à fusiformes ou filiformes, avec ou sans gaine.

## Habitat et répartition
Les espèces de Rhytismataceae sont présentes sur un large éventail d'hôtes et ont une répartition cosmopolite.

## Taxinomie
Le nom correct complet (avec auteur) de ce taxon est Rhytismataceae Chevall., 1826. La famille a été établie par le botaniste français François Fulgis Chevallier en 1826, dans la première édition de sa Flore générale des environs de Paris. Le nom est formé à partir du genre type Rhytisma avec Rhytisma acerinum (Pers.) Fr. comme espèce type.

### Liste des genres
Selon MycoBank (16 février 2025) :
- Angelina Fr., 1849
- Aporia Duby, 1862
- Biatorellina Henn., 1903
- Bifusella Höhn., 1917
- Bifusepta Darker, 1963
- Bivallum P.R. Johnst., 1991
- Canavirgella W. Merr., N.G. Wenner & Dreisbach, 1996
- Ceratophacidium J. Reid & Piroz., 1966
- Cerion Massee, 1901
- Coccomycella Höhn., 1917
- Coccomyces De Not., 1847
- Coccophacidium Rehm, 1888
- Colpoma Wallr., 1833
- Conostroma Moesz, 1921
- Crandallia Ellis & Sacc., 1897
- Criella (Sacc.) Henn., 1900
- Cryocaligula Minter, 1986
- Cryptomyces Grev., 1825
- Davisomycella Darker, 1967
- Discocainia J. Reid & A. Funk, 1966
- Discosporella Höhn., 1927
- Duplicaria Fuckel, 1868
- Duplicariella B. Erikss., 1970
- Elytroderma Darker, 1932
- Hadotia Maire, 1906
- Hypoderma De Not., 1847
- Hypodermella Tubeuf, 1895
- Hypohelion P.R. Johnst., 1990
- Hysterodiscula Petr., 1942
- Isthmiella Darker, 1967
- Lasiostictis (Sacc. & Berl.) Sacc., 1889
- Leptostroma Fr., 1815
- Lirula Darker, 1967
- Locelliderma Tehon, 1935
- Lophoderma Chevall., 1822
- Lophodermella Höhn., 1917
- Lophodermellina Höhn., 1917
- Lophodermina Höhn., 1917
- Lophodermium Chevall., 1826
- Lophomerum Ouell. & Magasi, 1966
- Macroderma Höhn., 1917
- Malenconia Bat. & H. Maia, 1960
- Melanosorus De Not., 1847
- Melasmia Lév., 1846
- Meloderma Darker, 1967
- Moutoniella Penz. & Sacc., 1902
- Myriophacidium Sherwood, 1974
- Naemacyclus Fuckel, 1874
- Nematococcomyces C.L. Hou, M. Piepenbr. & Oberw., 2005
- Neococcomyces Y.R. Lin, C.T. Xiang & Z.Z. Li, 1999
- Nothorhytisma Minter, P.F. Cannon, A.I. Romero & Peredo, 1998
- Nymanomyces Henn., 1899
- Pachyrhytisma Höhn., 1917
- Parvacoccum R.S. Hunt & A. Funk, 1988
- Phacidiopycnis Potebnia, 1912
- Phaeorhytisma Henn., 1899
- Placuntium Ehrenb., 1818
- Ploioderma Darker, 1967
- Pragmoparopsis Höhn., 1917
- Propolomyces Sherwood, 1977
- Pseudographis Nyl., 1855
- Pseudorhytisma Juel, 1894
- Pureke P.R. Johnst., 1991
- Rhytisma Fr., 1818
- Schizochorella Höhn., 1918
- Soleella Darker, 1967
- Sporomega Corda, 1842
- Stictostroma Höhn., 1917
- Stigmatoscolia Bat. & Peres, 1960
- Synglonium Penz. & Sacc., 1898
- Terriera B. Erikss., 1970
- Therrya Sacc., 1882
- Thyriostroma Died., 1913
- Tryblidiopsis P. Karst., 1871
- Tryblidiopycnis Höhn., 1918
- Virgella Darker, 1967
- Vladracula P.F. Cannon, Minter & Kamal, 1986
- Xyloma Pers., 1794
- Xyloschizon Syd., 1922
- Zeus Minter & Diam., 1987

### Publication originale
- François Fulgis Chevallier, Flore Générale des Environs de Paris, vol. 1, 1826 (lire en ligne ), p. 439-440